# Nicholas Lens
Nicholas Lens (* 14. listopadu 1957, Ypry) je belgický hudební skladatel.
Vystudoval bruselskou konzervatoř, obor housle, kontrabas a trubka. Žije v Bruselu se svou dcerou jménem Clara-Lane. Jeho nejznámějším dílem je trilogie The Accacha Chronicles v celkové délce asi 3 hodiny a 40 minut, sestávající z částí
1. Flamma Flamma - The Fire Requiem (1994)
2. Terra Terra - The Aquarius Era (1999)
3. Amor Aeternus - Hymns of Love (2005)

Mezinárodní uznání Lensovi přineslo právě uveřejnění první části trilogie, „ohnivého rekviem“ Flamma Flamma.